# Restless (Heavy-Metal-Band)
Restless war eine deutsche Heavy-Metal-Band, die von 1982 bis 1985 bestand.

## Geschichte
Gegründet wurde die Band 1982 in Herzogenaurach.
Ihre Debüt-LP wurde im März und April 1984 in den Spygel Studios in Kirchheim unter Teck aufgenommen und abgemischt. Der Nachfolger – zugleich das letzte Album der Band – entstand im Januar und Februar 1985 im selben Studio.
Sie löste sich nach der Veröffentlichung ihrer ersten Single We Rock the Nation auf einem Major-Label auf.

## Diskografie

### Studioalben
- 1984: Heartattack
- 1985: We Rock the Nation

### Singles
- 1985: We Rock the Nation

### Kompilationen
- 1986: Force of the Blade (mit anderen Bands)

### Live-Veröffentlichungen
- 1984: 1. Rock-Fabrik Festival ’84. (mit anderen Bands)
- 1985: Heavy Metal. Live in Germany. Vol. I. (mit anderen Bands)